# Nicole Boegman
Nicole Jane Boegman, née le 5 mars 1967 à Sydney, est une athlète australienne qui pratiquait le saut en longueur.
Sa meilleure performance est un saut à 6,87 m réalisé en août 1988. Elle a obtenu ses meilleurs résultats lors des jeux du Commonwealth, obtenant un titre en 1994.
Elle a été brièvement mariée à l'athlète britannique Gary Staines.

## Palmarès
| Date | Compétition                    | Lieu          | Résultat | Marque |
| ---- | ------------------------------ | ------------- | -------- | ------ |
| 1985 | Championnats du monde en salle | Paris         | 5e       | 6,19 m |
| 1986 | Jeux du Commonwealth           | Edimbourg     | 8e       | 6,06 m |
| 1987 | Championnats du monde          | Rome          | 8e       | 6,63 m |
| 1988 | Jeux olympiques                | Séoul         | 5e       | 6,73 m |
| 1989 | Coupe du monde des nations     | Barcelone     | 3e       | 6,64 m |
| 1991 | Championnats du monde en salle | Séville       | 6e       | 6,66 m |
| 1993 | Championnats du monde          | Stuttgart     | 7e       | 6,70 m |
| 1994 | Jeux du Commonwealth           | Victoria      | 1re      | 6,82 m |
| 1994 | Finale mondiale                | Paris         | 8e       | 6,41 m |
| 1994 | Coupe du monde des nations     | Londres       | 7e       | 6,45 m |
| 1995 | Championnats du monde en salle | Barcelone     | 4e       | 6,81 m |
| 1996 | Jeux olympiques                | Atlanta       | 7e       | 6,73 m |
| 1998 | Coupe du monde des nations     | Johannesbourg | 6e       | 6,64 m |
| 1998 | Jeux du Commonwealth           | Kuala Lumpur  | 3e       | 6,58 m |
| 1999 | Championnats du monde          | Séville       | 9e       | 6,63 m |

## Sources
- (en) Cet article est partiellement ou en totalité issu de l’article de Wikipédia en anglais intitulé « Nicole Boegman » (voir la liste des auteurs).